# 陈雷卿
陈雷卿（1935年8月—），男，福建莆田人，中华人民共和国政治人物，曾任中共柳州市委书记，广西壮族自治区政协副主席。